# Hans Enoksen

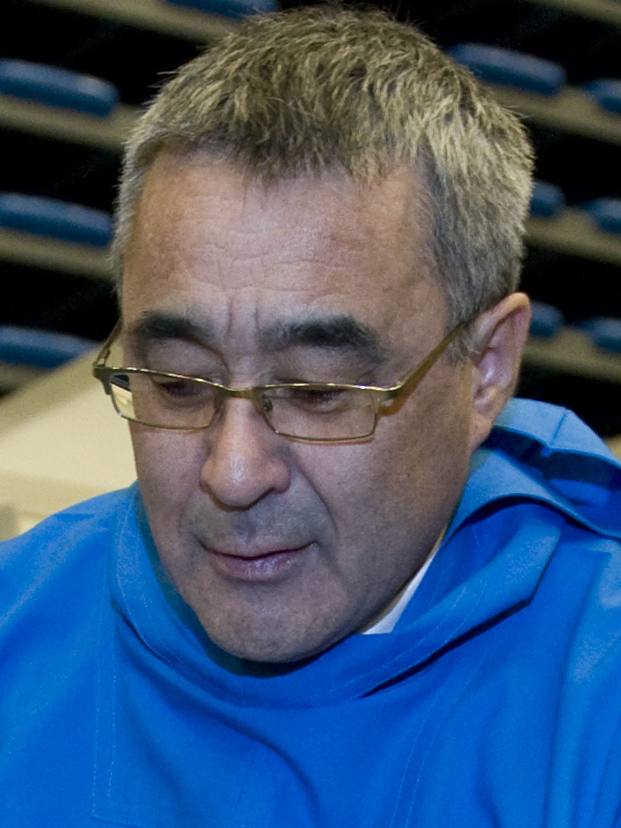
Hans Enoksen (2008)

Hans Enoksen (* 7. August 1956 in Itilleq) ist ein grönländischer Politiker (Naleraq). Er war von 2002 bis 2009 Regierungschef Grönlands.

## Leben

### Frühes Leben
Hans Enoksen ließ sich im Handelsgewerbe ausbilden. Ab 1980 arbeitete er als Kaufmann in verschiedenen Dörfern Grönlands. Von 1979 bis 1983 war er Mitglied des Kirchengemeinderats seines Heimatdorfs Itilleq. Von 1997 bis 1998 war er Vorsitzender der Vereinigung der Dorfkaufleute.

### Beginn der Politikkarriere
Seine politische Karriere begann er 1987 für die Siumut im Ortsrat von Itilleq. 1989 wurde er in den Rat der Gemeinde Sisimiut gewählt. Er kandidierte bei der Parlamentswahl 1995 und wurde ins Inatsisartut gewählt. 1997 wurde er zudem Vizebürgermeister der Gemeinde Sisimiut. 1998 war er für ein halbes Jahr interim Bürgermeister, als Simon Olsen beurlaubt war. Bei der Parlamentswahl 1999 wurde er wiedergewählt. Von 2000 bis 2001 stand er der Dorfvereinigung KANUNUPE vor, bevor er kurzzeitig KANUKOKA-Vorsitzender wurde. Er machte sich früh bemerkbar als ein Politiker, der sich für die Dorfbevölkerung einsetzt und stand damit in Kontrast zur politischen Elite, deren politischer Fokus in den Städten liegt.

### Als Parteivorsitzender der Siumut
Am 17. September 2001 wurde er mit 23:22 Stimmen anstelle von Regierungschef Jonathan Motzfeldt zum neuen Parteivorsitzenden der Siumut gewählt. Am 24. September gewährte Jonathan Motzfeldt ihm daher einen Platz im Kabinett Motzfeldt VII und ernannte ihm zum Minister für Fischerei, Jagd und Dörfer. Die Inuit Ataqatigiit trat am 30. November aus der Regierung zurück, da sie sich mit dem neuen Parteivorsitzenden nicht einverstanden zeigten. Daraufhin bildete Jonathan Motzfeldt am 7. Dezember eine neue Regierung mit der Atassut, wobei Hans Enoksen weiterhin Minister für Fischerei, Jagd und Dörfer im Kabinett Motzfeldt VIII blieb.

### Erste Legislaturperiode als Regierungschef
Bei der Parlamentswahl im Dezember 2002 erhielt er die meisten Stimmen und bildete anschließend als Regierungschef eine Regierung mit der Inuit Ataqatigiit. Als das Kabinett Enoksen I erst drei Wochen im Amt war, zerstritten sich beide Parteien. Hans Enoksen hatte drei Ministeriumsdirektorenposten an Parteifreunde vergeben, ohne sie öffentlich ausgeschrieben zu haben. Der neuernannte Regierungsdirektor Jens Lyberth hatte die Schamanin Maannguaq Berthelsen das Parlamentsgebäude von bösen Geistern befreien lassen, was zu starker Kritik im In- und Ausland führte. Am 9. Januar 2003 stellte Josef Motzfeldt ein Ultimatum und forderte die umgehende Entlassung aller drei Direktoren. Am Tag darauf begann die Inuit Ataqatigiit Sondierungsgespräche mit der Atassut, womit Hans Enoksen nach nur einem Monat im Amt die Macht zu verlieren drohte. Auch die Siumut begann neue Sondierungsgespräche. Am 12. Januar einigten sich jedoch Siumut und Inuit Ataqatigiit auf eine Fortsetzung der politischen Zusammenarbeit, nachdem die drei Direktoren von Hans Enoksen entlassen worden waren. Nur drei Tage später kündigte Hans Enoksen jedoch die Regierung auf, weil er sich vom Koalitionspartner ungerecht behandelt fühlte, und begann selbst Koalitionsgespräche mit der Atassut. Nur einen Tag später gaben beide Parteien den Koalitionsvertrag bekannt. Am 20. Januar wurde das Kabinett Enoksen II im Parlament gewählt.
Am 9. September 2003 zerbrach die Koalition zwischen Siumut und Atassut. Schuld war ein Rechenfehler von 91 Millionen Kronen bei Lohnverhandlungen, die im Zuständigkeitsbereich von Finanzministerin Augusta Salling lagen. Die Siumut ging daraufhin wieder Sondierungsgespräche mit der Inuit Ataqatigiit ein, während die Atassut sich bemühte eine Koalition ohne die Siumut zu bilden. Am 13. September bildeten Siumut und Inuit Ataqatigiit eine neue Regierung.
Der Rest der Legislaturperiode verlief weiterhin krisenreich. Mit Mikael Petersen, Simon Olsen, Jens Napaattooq und Rasmus Frederiksen mussten zwischen Dezember 2003 und August 2005 vier Minister der Siumut wegen verschiedener Skandale aus dem Kabinett Enoksen III zurücktreten. Jørgen Wæver Johansen trat im November 2004 freiwillig zurück, nachdem er die Wahl um den Parteivorsitz gegen Hans Enoksen verloren hatte. Hans Enoksen gelang es 2005 nicht mehr, die entstandenen Lücken im Kabinett aufzufüllen und übernahm mit der Zeit immer mehr Ressorts selbst. Ab August war er neben dem Amt als Regierungschef auch Minister für Selvstyre, Rohstoffe, Wohnungswesen, Infrastruktur, Umwelt und Fischerei und Jagd.
Am 15. September 2005 musste er Neuwahlen ausschreiben, nachdem sich die Koalition nicht auf einen Haushaltsplan für das Jahr 2006 einigen konnte.
Hans Enoksens erste Amtszeit war geprägt von den Verhandlungen zur Ausweitung der grönländischen Autonomie von der Hjemmestyre zur Selvstyre. Nachdem die 1999 begonnene Arbeit der grönländischen Selvstyrekommission 2003 abgeschlossen worden war, begannen 2004 die Verhandlungen zwischen Dänemark und Grönland.

### Zweite Legislaturperiode als Regierungschef
Bei der Parlamentswahl 2005 konnte die Siumut unter Hans Enoksen ihr Wahlergebnis sogar noch verbessern und bildete am 25. November 2005 eine Koalition aus Siumut, Inuit Ataqatigiit und Atassut. Das Kabinett Enoksen IV wurde am 1. Dezember vom Parlament gewählt.
Am 30. April 2007 warf Hans Enoksen die Inuit Ataqatigiit aus der Dreierkoalition. Dem waren Streitigkeiten um ein Fischereigesetz vorausgegangen. Obwohl die Koalition noch eine knappe Mehrheit hatte, sagten die Demokraatit der Regierung ihre Unterstützung zu. Das Kabinett Enoksen V bestand also weiter aus drei Parteien mit großer Mehrheit.
In Hans Enoksens zweiter Legislaturperiode wurde die Selvstyre zur Wirklichkeit. Nachdem 2008 die Arbeit der dänisch-grönländischen Selvstyrekommission abgeschlossen worden war, wurde sie bei einer Volksabstimmung in Grönland 2008 und einer Parlamentsabstimmung im Folketing 2009 angenommen. Am 21. Juni 2009 trat die Selvstyre inkraft.

### Jahre nach der Regierungszeit
Drei Wochen vor der Einführung der Selvstyre fand am 2. Juni die Parlamentswahl 2009 statt. Der Inuit Ataqatigiit gelang ein Erdrutschsieg, während die Siumut von den Wählern abgestraft wurde. Damit verlor die Partei erstmals in der grönländischen Geschichte die Regierungsmacht. Hans Enoksen erhielt als Parteivorsitzender und amtierender Regierungschef sogar weniger Stimmen als seine Parteikollegin Aleqa Hammond. In der Konsequenz trat er am Folgetag zurück. Am 8. Juni übernahm Aleqa Hammond den Parteivorsitz der Siumut.
Bei der Parlamentswahl 2013 wurde er mit einem leicht schlechteren, aber immer noch dem zweitbesten Ergebnis der Siumut erneut ins Inatsisartut gewählt, während Aleqa Hammond als Wahlsiegerin neue Regierungschefin wurde.

### Karriere in der Partii Naleraq
Am 3. Januar 2014 verließ Hans Enoksen die Siumut. Als Grund gab er die Ernennung von Aleqa Hammons Lebensgefährten Tom Ostermann zum Regierungsberater an sowie die Fischereipolitik der Partei und die von der Siumut durchgesetzte Aufhebung der Nulltoleranzgrenze für den Abbau von Uran. Einige Tage später gründete er die Partii Naleraq.
Nachdem Aleqa Hammond im Herbst 2014 als Regierungschefin zurückgetreten war, trat Hans Enoksen erstmals mit der Partii Naleraq bei der Parlamentswahl 2014 an. Er erreichte die drittmeisten aller Stimmen und verteidigte somit seinen Parlamentssitz. Nachdem Kim Kielsens Koalition im Herbst 2016 zerbrochen war, bildete er eine neue Regierung aus Siumut, Inuit Ataqatigiit und Partii Naleraq. Am 27. Oktober wurde er zum Minister für Fischerei und Jagd im Kabinett Kielsen II ernannt. Nach einer großen Kabinettsumbildung war er ab dem 24. Juli 2017 Minister für Erwerb, Arbeitsmarkt, Handel und Energie.
Bei der Parlamentswahl 2018 konnte Hans Enoksen sein Wahlergebnis noch einmal verbessern und erhielt die drittmeisten Stimmen aller Kandidaten und mehr als Regierungschef Kim Kielsen. Während seine Partei erneut in die Siumut-geführte Regierung ging, wurde Hans Enoksen im Mai 2018 zum Parlamentspräsidenten ernannt. Als die Partii Naleraq im September 2018 aus der Koalition ausschied, wurde Hans Enoksen am 3. Oktober von Vivian Motzfeldt abgelöst.
Im Winter 2020/21 musste er sich einer riskanten Herzoperation unterziehen, von der er genas. Wenige Wochen später kandidierte er für seine in Naleraq umbenannte Partei bei der Kommunalwahl und der Parlamentswahl 2021. Bei der Kommunalwahl erzielte er das zweitbeste Ergebnis der Qeqqata Kommunia, ließ sich aber im Kommunalrat beurlauben, da er auch bei der Parlamentswahl mit den drittmeisten Stimmen aller Kandidaten erfolgreich war. Die Naleraq ging eine Koalition mit der Inuit Ataqatigiit ein und Hans Enoksen wurde am 23. April 2021 wieder zum Parlamentspräsidenten gewählt. Als die Naleraq am 5. April 2022 aus der Regierung ausschied, musste Hans Enoksen auch das Amt des Parlamentspräsidenten wieder abgeben. Am 20. Juni 2022 trat er aus persönlichen Gründen als Vorsitzender der Naleraq zurück. Im November 2022 kandidierte er bei der Folketingswahl 2022. Er erhielt 9,8 % der Stimmen und damit die viertmeisten aller Kandidaten, verpasste somit aber einen der beiden Sitze im Folketing.
Bei der Parlamentswahl 2025 wurde er 30 Jahre nach seiner Erstwahl erneut ins Inatsisartut gewählt und ist somit mittlerweile derjenige Abgeordnete, der am längsten im grönländischen Parlament gesessen hat.

### Sonstiges
Enoksen besteht darauf, selbst nur Grönländisch (Kalaallisut) zu sprechen, obwohl er angeblich wie die meisten Grönländer die dänische Sprache gut beherrscht. Im Rahmen seiner Kandidatur bei der Folketingswahl 2022 löste er Diskussionen dazu aus, inwieweit er im Folketing Grönländisch sprechen dürfe. In einem Wahlwerbevideo richtete er sich in gebrochenem Dänisch an die dänischen Wähler in Grönland und gab anschließend zu verstehen, dass er sich notfalls auf Dänisch verständlich machen kann, die Sprache aber eigentlich nicht ausreichend spricht.
Hans Enoksen hat zusammen mit seiner Ehefrau Aaliaaraq vier Kinder.
Am 16. April 2004 erhielt er den Nersornaat in Gold. Im selben Jahr erhielt er den Dannebrogorden.